# Чемпионат мира по футболу 1974
Чемпионат мира по футболу 1974 (нем. FIFA-Fußball-Weltmeisterschaft 1974) — десятый розыгрыш чемпионата мира по футболу, организованный ФИФА и прошедший, с 13 июня по 7 июля 1974 года, в восьми городах ФРГ и Западном Берлине.
Чемпионом мира стала сборная ФРГ  — золотые медали, обыгравшая в финале сборную Нидерландов — позолоченные медали и получившая новый приз — Кубок мира ФИФА (предыдущий навечно получила сборная Бразилии, выигравшая его в 1970 году в третий раз). Третье место заняла сборная Польши — серебряные медали, обыгравшая сборную Бразилии — бронзовые медали.

Впервые на этом турнире четыре лучшие команды награждались медалями.
Структура розыгрыша на этом чемпионате была изменена: четвертьфиналы и полуфиналы были заменены вторым групповым турниром в двух подгруппах.

## Выбор места проведения
ФРГ была выбрана принимающей страной на 35-м конгрессе ФИФА, прошедшем 6 июля 1966 года в Лондоне. Одновременно были определены страны-хозяйки, проводящие турниры в 1978 и 1982 годах.
В прошлом Германия уже предпринимала попытку принять у себя турнир в 1942 году, выдвинув свою заявку на 23-м конгрессе ФИФА 1936 года в Берлине. Вследствие развязывания ею Второй мировой войны и протеста ФИФА относительно национал-социалистического режима заявка Германии была отклонена, но в конечном итоге чемпионат мира 1942 года был полностью отменён.

## Отборочный турнир

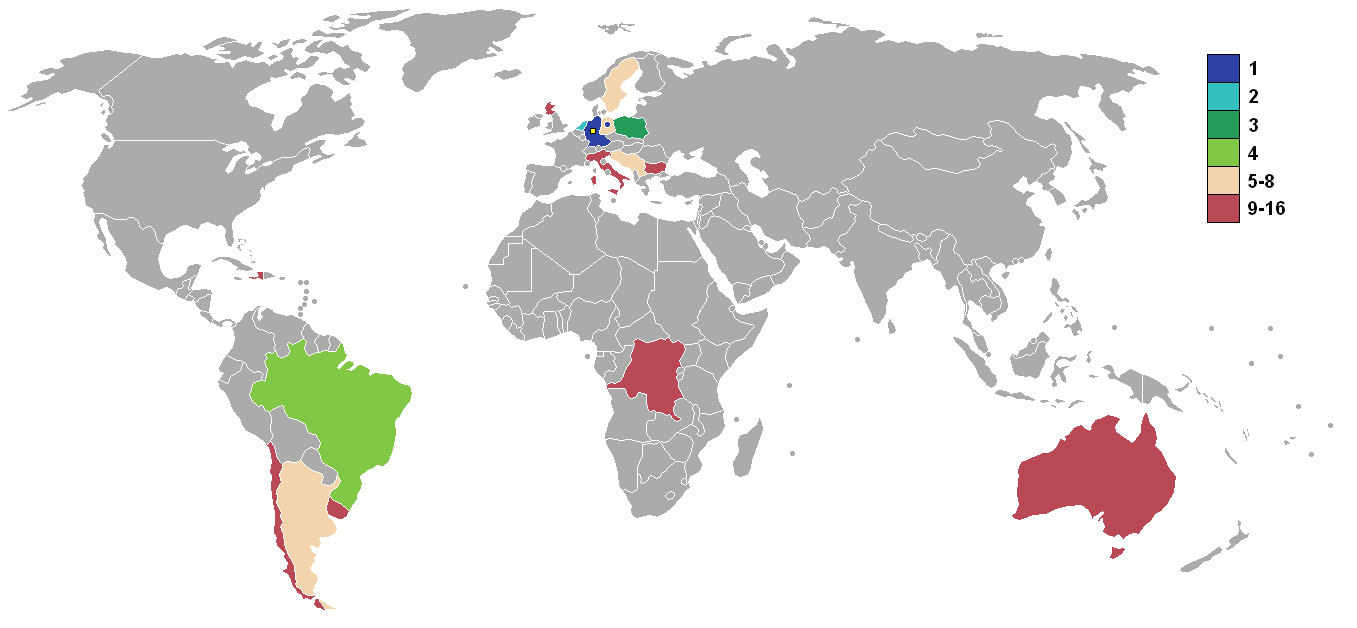
Страны, попавшие на чемпионат

## Города и стадионы
Чемпионат мира принимали восемь городов ФРГ и несмотря на протесты социалистического лагеря также и Западный Берлин:
| Западный Берлин     | Мюнхен                                                                                                   | Штутгарт                                                                                                 |
| ------------------- | --- | --- |
| Олимпийский стадион | Олимпийский стадион                                                                                      | Неккарштадион                                                                                            |
| Вместимость: 86 000 | Вместимость: 77 573                                                                                      | Вместимость: 72 200                                                                                      |
|                     | | |
| Гельзенкирхен       | Мюнхен Западный · Берлин Штутгарт Гельзенкирхен Дюссельдорф Франкфурт-на-Майне Гамбург Ганновер Дортмунд | Мюнхен Западный · Берлин Штутгарт Гельзенкирхен Дюссельдорф Франкфурт-на-Майне Гамбург Ганновер Дортмунд |
| Паркштадион         | Мюнхен Западный · Берлин Штутгарт Гельзенкирхен Дюссельдорф Франкфурт-на-Майне Гамбург Ганновер Дортмунд | Мюнхен Западный · Берлин Штутгарт Гельзенкирхен Дюссельдорф Франкфурт-на-Майне Гамбург Ганновер Дортмунд |
| Вместимость: 72 000 | Мюнхен Западный · Берлин Штутгарт Гельзенкирхен Дюссельдорф Франкфурт-на-Майне Гамбург Ганновер Дортмунд | Мюнхен Западный · Берлин Штутгарт Гельзенкирхен Дюссельдорф Франкфурт-на-Майне Гамбург Ганновер Дортмунд |
|                     | Мюнхен Западный · Берлин Штутгарт Гельзенкирхен Дюссельдорф Франкфурт-на-Майне Гамбург Ганновер Дортмунд | Мюнхен Западный · Берлин Штутгарт Гельзенкирхен Дюссельдорф Франкфурт-на-Майне Гамбург Ганновер Дортмунд |
| Дюссельдорф         | Мюнхен Западный · Берлин Штутгарт Гельзенкирхен Дюссельдорф Франкфурт-на-Майне Гамбург Ганновер Дортмунд | Мюнхен Западный · Берлин Штутгарт Гельзенкирхен Дюссельдорф Франкфурт-на-Майне Гамбург Ганновер Дортмунд |
| Райнштадион         | Мюнхен Западный · Берлин Штутгарт Гельзенкирхен Дюссельдорф Франкфурт-на-Майне Гамбург Ганновер Дортмунд | Мюнхен Западный · Берлин Штутгарт Гельзенкирхен Дюссельдорф Франкфурт-на-Майне Гамбург Ганновер Дортмунд |
| Вместимость: 70 100 | Мюнхен Западный · Берлин Штутгарт Гельзенкирхен Дюссельдорф Франкфурт-на-Майне Гамбург Ганновер Дортмунд | Мюнхен Западный · Берлин Штутгарт Гельзенкирхен Дюссельдорф Франкфурт-на-Майне Гамбург Ганновер Дортмунд |
|                     | Мюнхен Западный · Берлин Штутгарт Гельзенкирхен Дюссельдорф Франкфурт-на-Майне Гамбург Ганновер Дортмунд | Мюнхен Западный · Берлин Штутгарт Гельзенкирхен Дюссельдорф Франкфурт-на-Майне Гамбург Ганновер Дортмунд |
| Франкфурт-на-Майне  | Мюнхен Западный · Берлин Штутгарт Гельзенкирхен Дюссельдорф Франкфурт-на-Майне Гамбург Ганновер Дортмунд | Мюнхен Западный · Берлин Штутгарт Гельзенкирхен Дюссельдорф Франкфурт-на-Майне Гамбург Ганновер Дортмунд |
| Вальдштадион        | Мюнхен Западный · Берлин Штутгарт Гельзенкирхен Дюссельдорф Франкфурт-на-Майне Гамбург Ганновер Дортмунд | Мюнхен Западный · Берлин Штутгарт Гельзенкирхен Дюссельдорф Франкфурт-на-Майне Гамбург Ганновер Дортмунд |
| Вместимость: 62 200 | Мюнхен Западный · Берлин Штутгарт Гельзенкирхен Дюссельдорф Франкфурт-на-Майне Гамбург Ганновер Дортмунд | Мюнхен Западный · Берлин Штутгарт Гельзенкирхен Дюссельдорф Франкфурт-на-Майне Гамбург Ганновер Дортмунд |
|                     | Мюнхен Западный · Берлин Штутгарт Гельзенкирхен Дюссельдорф Франкфурт-на-Майне Гамбург Ганновер Дортмунд | Мюнхен Западный · Берлин Штутгарт Гельзенкирхен Дюссельдорф Франкфурт-на-Майне Гамбург Ганновер Дортмунд |
| Гамбург             | Ганновер                                                                                                 | Дортмунд                                                                                                 |
| Фолькспаркштадион   | Нидерзаксенштадион                                                                                       | Вестфаленштадион                                                                                         |
| Вместимость: 61 300 | Вместимость: 60 400                                                                                      | Вместимость: 53 600                                                                                      |
|                     | | |

## Жеребьёвка
Жеребьёвка турнира состоялась 5 января 1974 года во Франкфурте в зале Sendesaal des Hessischen Rundfunks. Шары с названиями команд из корзин вытаскивал 11-летний мальчик Детлеф Ланге, член детского хора Schöneberger Sängerknaben.
Особенностью этой жеребьёвки стало то, что на момент жеребьёвки не было известно, кто выйдет на чемпионат — Югославия или Испания, поэтому на месте этих команд во 2-й группе было написано Испания-Югославия.
Огромной сенсацией жеребьёвки стала встреча в группе 1 двух «немецких команд». Когда президент ФИФА сэр Стэнли Роуз объявил жребий, в зале на несколько секунд воцарилась тишина, после чего последовали продолжительные аплодисменты. Через несколько дней после жеребьёвки поползли слухи, что ГДР рассмотрит отказ от чемпионата мира по футболу из-за встречи с командой ФРГ. Однако это было официально опровергнуто правительством Восточной Германии.

## Официальный мяч

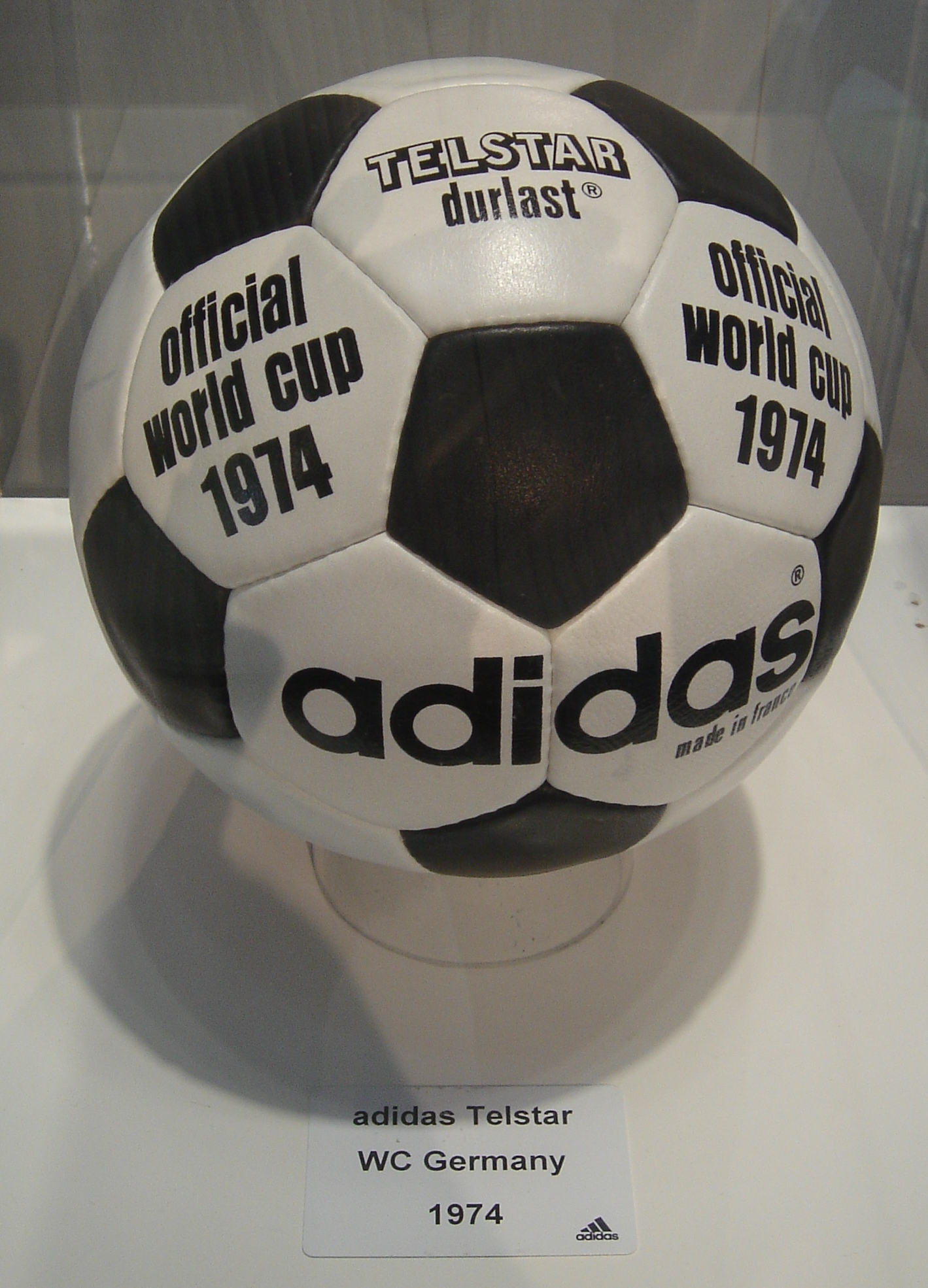
Adidas Telstar

Как и на ЧМ-70, официальным мячом являлся «Adidas Telstar». Как и остальные мячи того времени, он был сделан из кожи. Снаряд был сшит вручную из 20 белых шестиугольных и 12 чёрных пятиугольных панелей.
Начиная с 1970 года, мировой чемпионат стал транслироваться по телевидению. Контрастный пятнистый дизайн делал мяч более заметным на экранах телевизоров. Название «Telstar» происходит от star of television (телевизионная звезда).

## Открытие
Официальное открытие чемпионата состоялось 13 июня 1974 года на стадионе «Вальдштадион» (Франкфурт-на-Майне).
На церемонии открытия приглашённая польская певица Марыля Родович исполнила песню «Футбол» (пол. Futbol), написанную ей специально для чемпионата.

## Участники
| Европа (УЕФА) - Болгария - ГДР - Италия - Нидерланды - Польша - ФРГ — хозяйка турнира, автоматическая квалификация - Швеция - Шотландия - Югославия | Южная Америка (КОНМЕБОЛ) - Аргентина - Бразилия — чемпион мира, автоматическая квалификация - Уругвай - Чили Северная Америка (КОНКАКАФ) - Гаити Африка (КАФ) - Заир Океания (ОФК) - Австралия |

Впервые приняли участие в чемпионате мира сборные Австралии, Гаити, ГДР и Заира.

## Судьи
АФК
- Джафар Намдар[англ.]
- Говиндасами Суппиа

КАФ
- Махмуд Мустафа Камель[фр.]
- Юссу Н’Диай[фр.]

КОНКАКАФ
- Альфонсо Гонсалес Арчундия[исп.]
- Вернер Винземанн[англ.]

КОНМЕБОЛ
- Рамон Баррето
- Омар Дельгадо Гомес[фр.]
- Винсенте Льобрегат[исп.]
- Армандо Маркес[англ.]
- Луис Пестарино[англ.]
- Эдисон Перес Нуньес[исп.]

УЕФА
- Хайнц Альдингер[англ.]
- Аурелио Ангонесе[итал.]
- Доган Бабаджан
- Бобби Дэвидсон[англ.]
- Руди Глёкнер
- Павел Казаков
- Эрих Линемайр[англ.]
- Виталь Лоро[фр.]
- Карой Палотаи
- Николае Райня
- Пабло Санчес Ибаньес[исп.]
- Рудольф Шойрер[англ.]
- Герхард Шуленбург[нем.]
- Джек Тейлор
- Клайв Томас[англ.]
- Курт Ченшер[англ.]
- Ари ван Гемерт[нидерл.]
- Ханс-Йоахим Вайланд

ОФК
- Тони Бошкович

## Первый раунд
В первом раунде, или первой групповой стадии, сыграли 16 команд, разделённые на четыре группы по четыре команды в каждой. Каждая команда играла по три матча в группе. За победу команда получала два очка, за ничью — одно. Команды, занявшие в группах первое и второе место, выходили во второй раунд, или второй групповой этап.

### Группа 1
| Поз | Команда   | И | В | Н | П | МЗ | МП | РМ | О | Квалификация          |
| --- | --------- | - | - | - | - | -- | -- | -- | - | --------------------- |
| 1   | ГДР       | 3 | 2 | 1 | 0 | 4  | 1  | +3 | 5 | Выход во второй раунд |
| 2   | ФРГ       | 3 | 2 | 0 | 1 | 4  | 1  | +3 | 4 | Выход во второй раунд |
| 3   | Чили      | 3 | 0 | 2 | 1 | 1  | 2  | −1 | 2 |                       |
| 4   | Австралия | 3 | 0 | 1 | 2 | 0  | 5  | −5 | 1 |                       |

| ФРГ          | 1:0     | Чили |
| ------------ | ------- | ---- |
| Брайтнер 18′ | (отчёт) |      |

| ГДР                              | 2:0     | Австралия |
| -------------------------------- | ------- | --------- |
| - Карран 58′ (авт.) - Штрайх 72′ | (отчёт) |           |

| Австралия | 0:3     | ФРГ                                      |
| --------- | ------- | ---------------------------------------- |
|           | (отчёт) | - Оверат 12′ - Кулльман 34′ - Мюллер 53′ |

| Чили       | 1:1     | ГДР         |
| ---------- | ------- | ----------- |
| Аумада 69′ | (отчёт) | Хоффман 55′ |

| Австралия | 0:0     | Чили |
| --------- | ------- | ---- |
|           | (отчёт) |      |

| ГДР            | 1:0     | ФРГ |
| -------------- | ------- | --- |
| Шпарвассер 77′ | (отчёт) |     |

### Группа 2
| Поз | Команда   | И | В | Н | П | МЗ | МП | РМ  | О | Квалификация          |
| --- | --------- | - | - | - | - | -- | -- | --- | - | --------------------- |
| 1   | Югославия | 3 | 1 | 2 | 0 | 10 | 1  | +9  | 4 | Выход во второй раунд |
| 2   | Бразилия  | 3 | 1 | 2 | 0 | 3  | 0  | +3  | 4 | Выход во второй раунд |
| 3   | Шотландия | 3 | 1 | 2 | 0 | 3  | 1  | +2  | 4 |                       |
| 4   | Заир      | 3 | 0 | 0 | 3 | 0  | 14 | −14 | 0 |                       |

| Бразилия | 0:0     | Югославия |
| -------- | ------- | --------- |
|          | (отчёт) |           |

| Заир | 0:2     | Шотландия                   |
| ---- | ------- | --------------------------- |
|      | (отчёт) | - Лоример 26′ - Джордан 34′ |

| Югославия                                                                                                | 9:0     | Заир |
| --- | ------- | ---- |
| - Баевич 8′ 30′ 71′ - Джаич 14′ - Шуряк 18′ - Каталинский 22′ - Богичевич 35′ - Облак 61′ - Петкович 65′ | (отчёт) |      |

| Шотландия | 0:0     | Бразилия |
| --------- | ------- | -------- |
|           | (отчёт) |          |

| Шотландия   | 1:1     | Югославия  |
| ----------- | ------- | ---------- |
| Джордан 88′ | (отчёт) | Караси 81′ |

| Заир | 0:3     | Бразилия                                       |
| ---- | ------- | ---------------------------------------------- |
|      | (отчёт) | - Жаирзиньо 12′ - Ривелино 66′ - Валдомиро 79′ |

### Группа 3
| Поз | Команда    | И | В | Н | П | МЗ | МП | РМ | О | Квалификация          |
| --- | ---------- | - | - | - | - | -- | -- | -- | - | --------------------- |
| 1   | Нидерланды | 3 | 2 | 1 | 0 | 6  | 1  | +5 | 5 | Выход во второй раунд |
| 2   | Швеция     | 3 | 1 | 2 | 0 | 3  | 0  | +3 | 4 | Выход во второй раунд |
| 3   | Болгария   | 3 | 0 | 2 | 1 | 2  | 5  | −3 | 2 |                       |
| 4   | Уругвай    | 3 | 0 | 1 | 2 | 1  | 6  | −5 | 1 |                       |

| Уругвай | 0:2     | Нидерланды |
| ------- | ------- | ---------- |
|         | (отчёт) | Реп 7′ 86′ |

| Швеция | 0:0     | Болгария |
| ------ | ------- | -------- |
|        | (отчёт) |          |

| Болгария  | 1:1     | Уругвай    |
| --------- | ------- | ---------- |
| Бонев 75′ | (отчёт) | Павони 87′ |

| Нидерланды | 0:0     | Швеция |
| ---------- | ------- | ------ |
|            | (отчёт) |        |

| Болгария        | 1:4     | Нидерланды                                             |
| --------------- | ------- | ------------------------------------------------------ |
| Крол 78′ (авт.) | (отчёт) | - Нескенс 5′ (пен.) 45′ (пен.) - Реп 71′ - де Йонг 88′ |

| Швеция                           | 3:0     | Уругвай |
| -------------------------------- | ------- | ------- |
| - Эдстрём 46′ 77′ - Сандберг 74′ | (отчёт) |         |

### Группа 4
| Поз | Команда   | И | В | Н | П | МЗ | МП | РМ  | О | Квалификация          |
| --- | --------- | - | - | - | - | -- | -- | --- | - | --------------------- |
| 1   | Польша    | 3 | 3 | 0 | 0 | 12 | 3  | +9  | 6 | Выход во второй раунд |
| 2   | Аргентина | 3 | 1 | 1 | 1 | 7  | 5  | +2  | 3 | Выход во второй раунд |
| 3   | Италия    | 3 | 1 | 1 | 1 | 5  | 4  | +1  | 3 |                       |
| 4   | Гаити     | 3 | 0 | 0 | 3 | 2  | 14 | −12 | 0 |                       |

| Италия                                    | 3:1     | Гаити     |
| ----------------------------------------- | ------- | --------- |
| - Ривера 52′ - Бенетти 66′ - Анастази 79′ | (отчёт) | Санон 46′ |

| Польша                    | 3:2     | Аргентина                    |
| ------------------------- | ------- | ---------------------------- |
| - Лято 7′ 62′ - Шармах 8′ | (отчёт) | - Эредия 60′ - Бабингтон 66′ |

| Аргентина   | 1:1     | Италия             |
| ----------- | ------- | ------------------ |
| Хаусман 19′ | (отчёт) | Перфумо 35′ (авт.) |

| Гаити | 0:7     | Польша                                                        |
| ----- | ------- | ------------------------------------------------------------- |
|       | (отчёт) | - Лято 17′ 87′ - Дейна 18′ - Шармах 30′ 34′ 50′ - Горгонь 31′ |

| Аргентина                                   | 4:1     | Гаити     |
| ------------------------------------------- | ------- | --------- |
| - Ясальде 15′ 68′ - Хаусман 18′ - Айяла 55′ | (отчёт) | Санон 63′ |

| Польша                   | 2:1     | Италия      |
| ------------------------ | ------- | ----------- |
| - Шармах 38′ - Дейна 44′ | (отчёт) | Капелло 85′ |

## Второй раунд
В втором раунде, или второй групповой стадии, сыграли восемь команд, разделённые на две группы по четыре команды в каждой. Каждая команда играла по три матча в группе. За победу команда получала два очка, за ничью — одно. Команды, занявшие в группах первое и второе место, выходили в плей-офф: победители групп квалифицировались в финал, а занявшие второе место получали право сыграть в матче за третье место.

### Группа A
| Поз | Команда    | И | В | Н | П | МЗ | МП | РМ | О | Квалификация         |
| --- | ---------- | - | - | - | - | -- | -- | -- | - | -------------------- |
| 1   | Нидерланды | 3 | 3 | 0 | 0 | 8  | 0  | +8 | 6 | Выход в финал        |
| 2   | Бразилия   | 3 | 2 | 0 | 1 | 3  | 3  | 0  | 4 | Матч за третье место |
| 3   | ГДР        | 3 | 0 | 1 | 2 | 1  | 4  | −3 | 1 |                      |
| 4   | Аргентина  | 3 | 0 | 1 | 2 | 2  | 7  | −5 | 1 |                      |

| Нидерланды                           | 4:0     | Аргентина |
| ------------------------------------ | ------- | --------- |
| - Кройф 11′ 90′ - Крол 25′ - Реп 73′ | (отчёт) |           |

| Бразилия     | 1:0     | ГДР |
| ------------ | ------- | --- |
| Ривелино 60′ | (отчёт) |     |

| Аргентина    | 1:2     | Бразилия                       |
| ------------ | ------- | ------------------------------ |
| Бриндиси 35′ | (отчёт) | - Ривелино 32′ - Жаирзиньо 49′ |

| ГДР | 0:2     | Нидерланды                     |
| --- | ------- | ------------------------------ |
|     | (отчёт) | - Нескенс 7′ - Ренсенбринк 59′ |

| Аргентина   | 1:1     | ГДР        |
| ----------- | ------- | ---------- |
| Хаусман 20′ | (отчёт) | Штрайх 14′ |

| Нидерланды                | 2:0     | Бразилия |
| ------------------------- | ------- | -------- |
| - Нескенс 50′ - Кройф 65′ | (отчёт) |          |

### Группа B
| Поз | Команда   | И | В | Н | П | МЗ | МП | РМ | О | Квалификация         |
| --- | --------- | - | - | - | - | -- | -- | -- | - | -------------------- |
| 1   | ФРГ       | 3 | 3 | 0 | 0 | 7  | 2  | +5 | 6 | Выход в финал        |
| 2   | Польша    | 3 | 2 | 0 | 1 | 3  | 2  | +1 | 4 | Матч за третье место |
| 3   | Швеция    | 3 | 1 | 0 | 2 | 4  | 6  | −2 | 2 |                      |
| 4   | Югославия | 3 | 0 | 0 | 3 | 2  | 6  | −4 | 0 |                      |

| Югославия | 0:2     | ФРГ                         |
| --------- | ------- | --------------------------- |
|           | (отчёт) | - Брайтнер 39′ - Мюллер 82′ |

| Швеция | 0:1     | Польша   |
| ------ | ------- | -------- |
|        | (отчёт) | Лято 43′ |

| Польша                        | 2:1     | Югославия  |
| ----------------------------- | ------- | ---------- |
| - Дейна 24′ (пен.) - Лято 62′ | (отчёт) | Караси 43′ |

| ФРГ                                                           | 4:2     | Швеция                       |
| ------------------------------------------------------------- | ------- | ---------------------------- |
| - Оверат 51′ - Бонхоф 52′ - Грабовски 76′ - Хёнесс 89′ (пен.) | (отчёт) | - Эдстрём 24′ - Сандберг 53′ |

| Польша | 0:1     | ФРГ        |
| ------ | ------- | ---------- |
|        | (отчёт) | Мюллер 76′ |

| Швеция                          | 2:1     | Югославия |
| ------------------------------- | ------- | --------- |
| - Эдстрём 29′ - Торстенссон 85′ | (отчёт) | Шуряк 27′ |

## Плей-офф

### Матч за третье место
| Бразилия | 0:1     | Польша   |
| -------- | ------- | -------- |
|          | (отчёт) | Лято 76′ |

### Финал
| Нидерланды        | 1:2     | ФРГ                                |
| ----------------- | ------- | ---------------------------------- |
| Нескенс 2′ (пен.) | (отчёт) | - Брайтнер 25′ (пен.) - Мюллер 43′ |

| Чемпион мира по футболу 1974 |
| ФРГ Второй титул             |

## Бомбардиры
7 голов
- Гжегож Лято

5 голов
- Анджей Шармах
- Йохан Нескенс

4 гола
- Ральф Эдстрём
- Герд Мюллер
- Джонни Реп

3 гола
- Рене Хаусман
- Ривелино
- Пауль Брайтнер
- Йохан Кройф
- Казимеж Дейна
- Душан Баевич

2 гола
- Эктор Ясальде
- Жаирзиньо
- Эмманюэль Санон
- Йоахим Штрайх
- Вольфганг Оверат
- Роланд Сандберг
- Джо Джордан
- Станислав Караси
- Ивица Шуряк

1 гол
- Рубен Айяла
- Карлос Бабингтон
- Мигель Бриндиси
- Рамон Эредия
- Христо Бонев
- Валдомиро
- Мартин Хоффман
- Юрген Шпарвассер
- Пьетро Анастази
- Ромео Бенетти
- Фабио Капелло
- Джанни Ривера
- Тео де Йонг
- Руд Крол
- Роб Ренсенбринк
- Ежи Горгонь
- Рикардо Павони
- Райнер Бонхоф
- Юрген Грабовски
- Бернхард Кулльман
- Ули Хёнесс
- Серхио Аумада
- Конни Торстенссон
- Питер Лоример
- Владислав Богичевич
- Драган Джаич
- Йосип Каталинский
- Бранко Облак
- Илия Петкович

Автоголы
- Роберто Перфумо (в матче с Италией)
- Колин Карран[англ.] (в матче с ГДР)
- Руд Крол (в матче с Болгарией)

## Призы
Золотая бутса
1. Гжегож Лято[1]
2. Йохан Нескенс[1]
3. Анджей Шармах[1]

Лучший молодой игрок
 Жмуда Владислав
FIFA Fair Play Award
 ФРГ